# Parafia św. Józefa Oblubieńca Najświętszej Maryi Panny w Pile
Parafia pw. Świętego Józefa Oblubieńca Najświętszej Maryi Panny w Pile - parafia należąca do dekanatu Piła, diecezji koszalińsko-kołobrzeskiej, metropolii szczecińsko-kamieńskiej. Została utworzona w 1992. Obsługiwana przez księży diecezjalnych. Siedziba parafii mieści się przy ulicy Korczaka.  

## Miejsca Święte

### Kościół parafialny
Kościół pw. Świętego Józefa Oblubieńca Najświętszej Maryi Panny w Pile
Zasugerowano, aby ta sekcja została przeniesiona do artykułu.
Kościół parafialny wybudowany w latach 1994–2000. Jest to nowoczesna budowla jednonawowa. Posiada balkony i szeroki chór muzyczny. W centralnym punkcie ołtarza znajduje się drewniana rzeźba Chrystusa Ukrzyżowanego po bokach obrazy świętych, Jezusa i Maryi. W okna są wstawione modernistyczne witraże przedstawiające świętych i sceny z życia Chrystusa. Kościół nie posiada dzwonnicy.

#### Organy
W 2017 roku zostały do kościoła sprowadzone organy zbudowane przez Verschuerna z kaplicy więziennej w Rotterdamie. Posiadają 6 głosów realnych, ale dzięki systemowi multiplex udało się ich uzyskać 17. Są rozdzielone między dwa manuały i pedał. Dyspozycja: 
| Pedał                                                                     | Manuał I                                                              | Manuał II                                                                          |
| ------------------------------------------------------------------------- | --------------------------------------------------------------------- | ---------------------------------------------------------------------------------- |
| Subbas 16` Octaaf-bas 8' * Gedekt-bas 8' * Octaaf-bas 4' * Kwint 2 2/3' * | Prestant 8' Roer-Fluit 8' Octaaf 4' Fluit 4' Kwint 2 2/3' Octaaf 2' * | Bourdon 8'* Prestant 4'* Fluit 4'* Nachthoorn 2'* Larigot 1 1/3'* Sesquialter 2st* |
| * - transmisja z innego głosu                                             |                                                                       |                                                                                    |